# Hypnales
Los hipnales (Hypnales) son un orden de Bryophyta o musgos de hoja. Este grupo se llama a veces los musgos de plumas, en referencia a sus tallos libremente ramificados. El orden incluye más de 40 familias y más de 4,000 especies, lo que lo hace el orden más grande de los musgos.

## Descripción

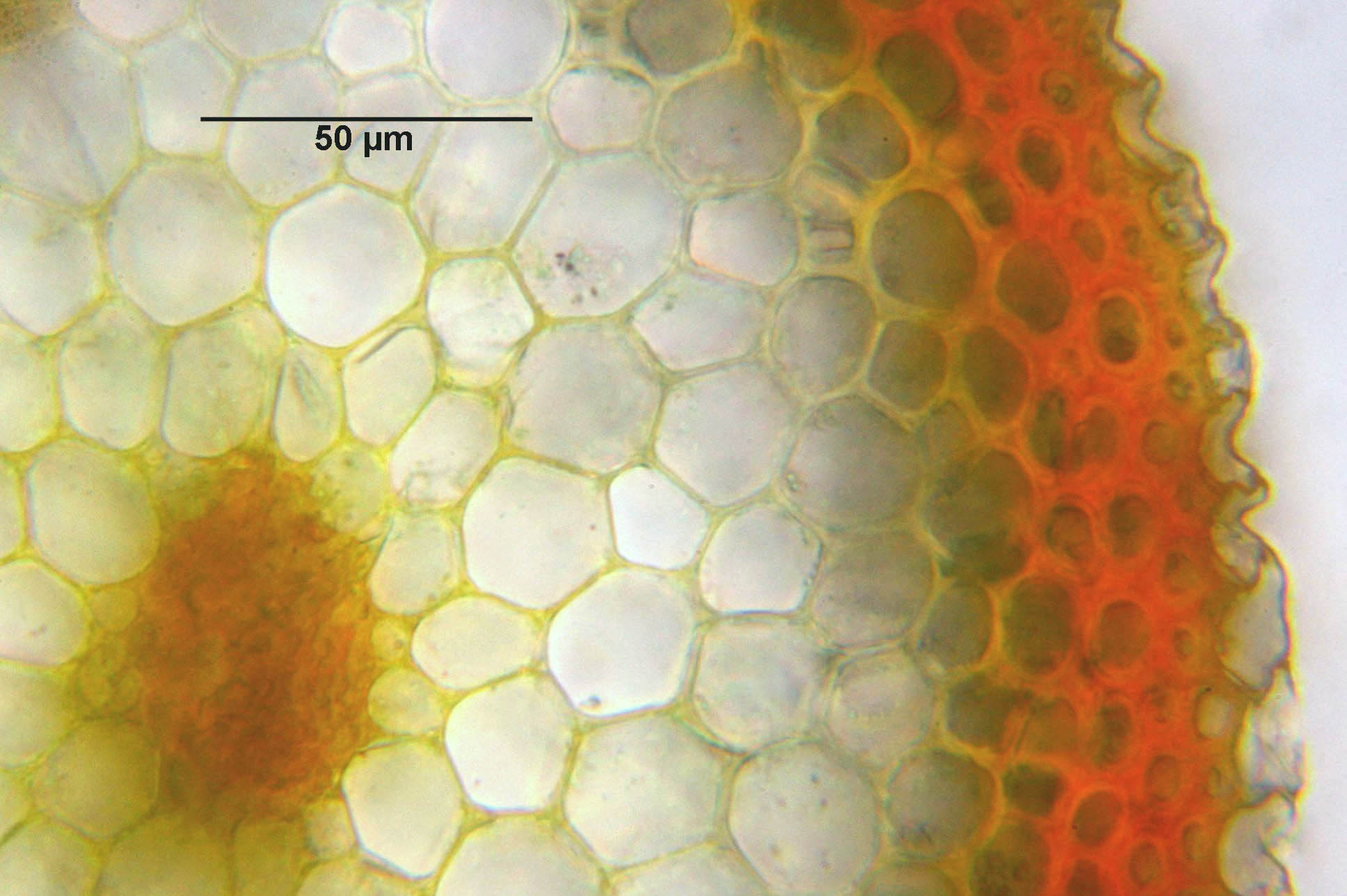
Hypnum lindbergii, la sección transversal del tallo con el haz vascular central

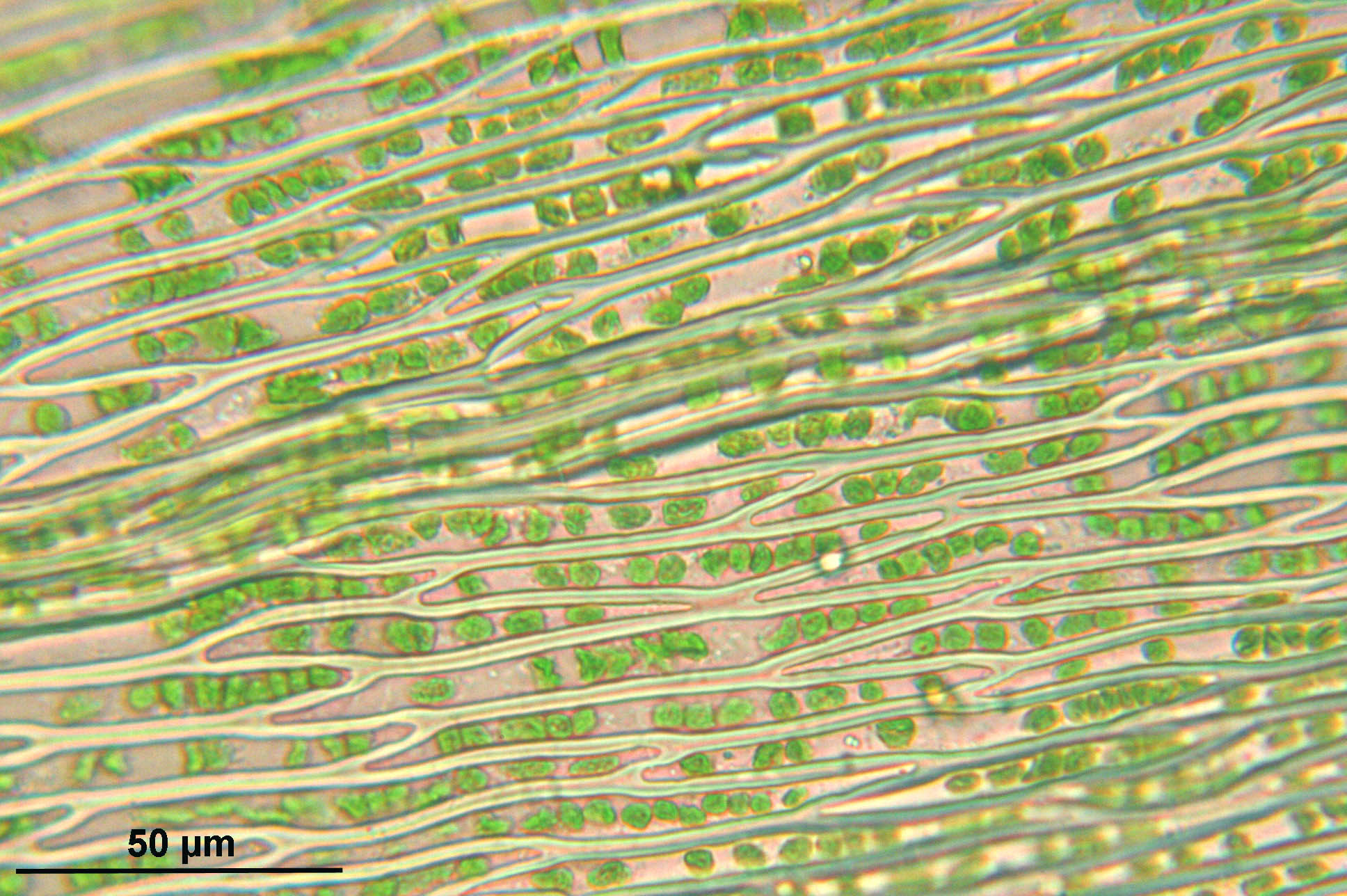
Brachythecium rivulare

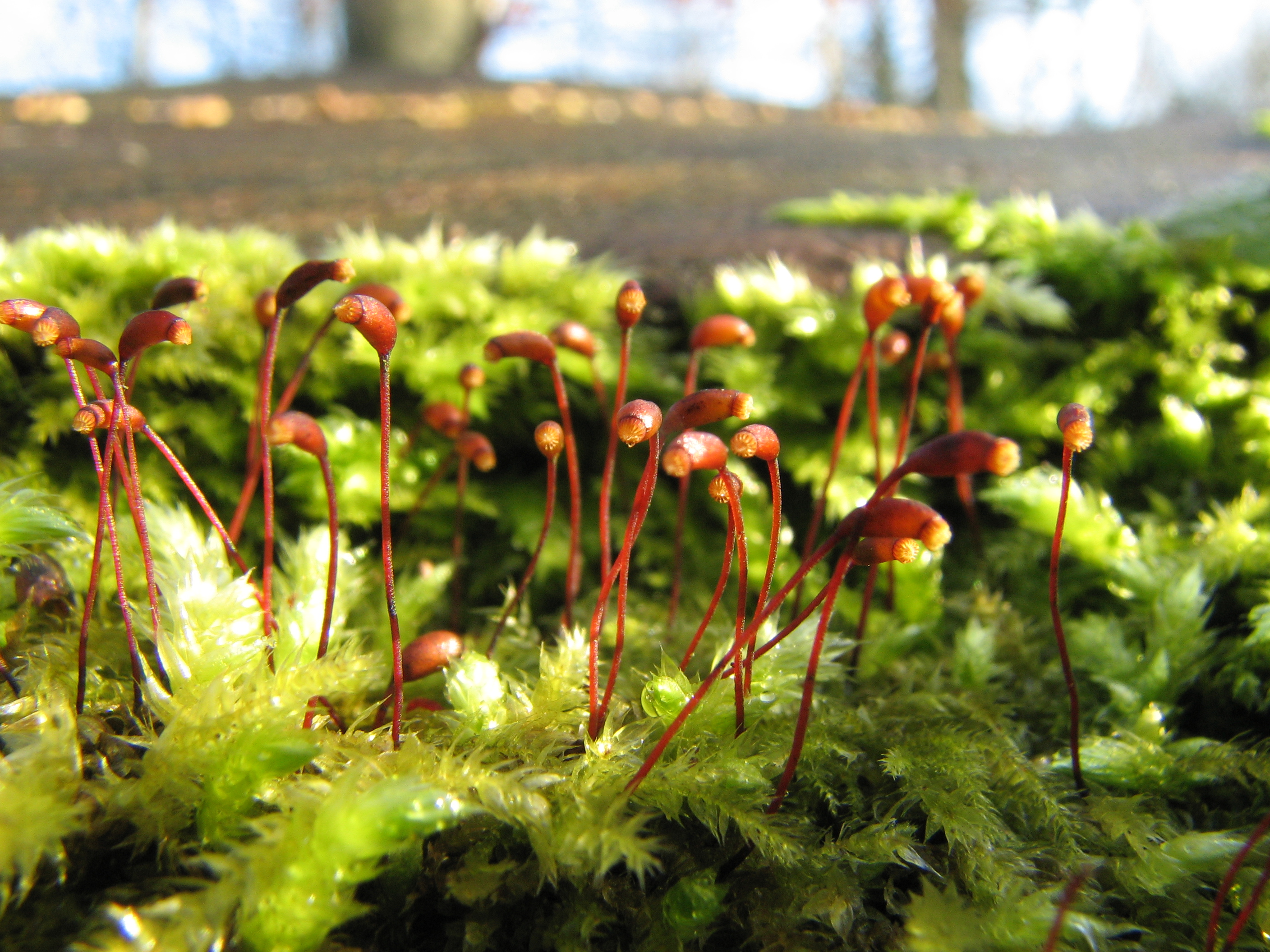
Detalle de un esporangio con un opérculo en forma de pico

Hypnales son musgos con tallos pinnados o irregularmente ramificados, con diferentes apariencias. El tallo contiene solo un centro reducido de paquete vascular, que es visto como una reciente rasgo derivado en musgos. Los tallos están cubiertos de hojas reducidas filamentosas o escamosas.
Las hojas del tallo ordinarios son ovadas a lanceoladas, a menudo con las células de la hoja de mariposa. El nervio central está a menudo limitado a la mitad inferior de la lámina de la hoja, o ha desaparecido por completo. Las células de la lámina de la hoja son muchas veces más largas que anchas, con extremos puntiagudos de enclavamiento.
El esporófito consiste en una forma regular de esporangio en un tallo largo o seta. Las esporas se distribuyen a través de una abertura en forma de anillo con dos filas de dientes, el peristoma, que antes de la madurez está cerrado por una forma de pico opérculo. El vientre agrandado o calyptra es una tapa suave.

## Hábitat, distribución and paleobiología
Hypnales son plantas terrestres, epífitas o litofíticas que se producen en los más diversos biotopos y se distribuyen en todo el mundo. Muchas especies de esta familia no son muy exigentes con respecto a su sustrato y hábitat. Los primeros fósiles de los representantes de la Hypnales se conocen solo desde el Terciario,  que indica que este grupo es joven en comparación con otros grupos de musgos.

## Familias
| - Amblystegiaceae - Anomodontaceae - Brachytheciaceae - Calliergonaceae - Catagoniaceae - Climaciaceae - Cryphaeaceae - Echinodiaceae - Entodontaceae - Fabroniaceae - Fontinalaceae - Helodiaceae - Hylocomiaceae - Hypnaceae - Lembophyllaceae - Leptodontaceae - Lepyrodontaceae - Leskeaceae - Leucodontaceae - Meteoriaceae - Microtheciellaceae | - Miyabeaceae - Myriniaceae - Myuriaceae - Neckeraceae - Orthorrhynchiaceae - Phyllogoniaceae - Plagiotheciaceae - Prionodontaceae - Pterigynandraceae - Pterobryaceae - Pylaisiadelphaceae - Regmatodontaceae - Rhytidiaceae - Rutenbergiaceae - Sematophyllaceae - Sorapillaceae - Stereophyllaceae - Symphyodontaceae - Theliaceae - Thuidiaceae - Trachylomataceae |